# Guerra bizantino-ungherese (1149-1155)
La guerra bizantino-ungherese del 1149-1155 fu un conflitto che vide contrapposti, come protagonisti, l'impero bizantino e il regno d'Ungheria nei Balcani. La lotta avvenne in un contesto di complesse dispute internazionali altrove in corso in Europa, principalmente tra Manuele I Comneno e Ruggero II di Sicilia, a partire dagli anni successivi al 1140. La guerra scoppiò quando Géza II d'Ungheria fornì assistenza militare alla Rascia (o gran principato di Serbia), insorta contro la sovranità bizantina. Le schermaglie si conclusero con un trattato di pace che ripristinò lo status quo ante bellum e statuì una pace dalla durata di cinque anni. Nel 1161, le parti concordarono di estendere la tregua per un decennio, ma i rapporti bilaterali rimasero ostili, causando ulteriori scontri per tutto il XII secolo.

## Contesto storico

### Relazioni tra Bisanzio e Ungheria
Dopo la guerra bizantino-ungherese del 1127-1129, i rapporti tra le due potenze rimasero freddi, benché non si verificò alcun confronto diretto per vent'anni. Durante la guerra, i bizantini preservarono il controllo di Braničevo (Barancs), Belgrado e Zemun, e riconquistarono la regione di Sirmio, che era in mano ungherese sin dal 1060 circa. Cessate le ostilità con l'Ungheria, Giovanni II Comneno poté concentrarsi sull'Asia Minore per la maggior parte dei suoi anni al potere. Tra il 1130 e il 1140, gli interessi bizantini riguardo all'Ungheria si limitarono al mantenimento dello status quo del trattato del 1129 e alla messa in sicurezza della frontiera più settentrionale dell'impero lungo il Danubio.
Salito al trono ungherese nel 1131, Béla II ebbe bisogno di aiuto per amministrare il regno a causa della sua cecità, motivo per cui si affidò a sua moglie Elena e ai suoi parenti del Gran principato di Serbia (Rascia), in particolare al fratello Beloš Vukanović. In quel frangente storico, il figlio presunto del re Colomanno, Boris Colomanno, tentò di detronizzare Béla II. Secondo lo storico bizantino Giovanni Cinnamo, l'imperatore Giovanni II Comneno concesse a Boris una sposa della sua stessa famiglia ma l'imperatore si rifiutò di aiutare Boris ad assicurarsi del trono ungherese.
Dopo il primo fallimento di Boris nel 1132, l'Ungheria adottò una politica espansionistica. Sotto l'influenza dei suoi cortigiani serbi, Béla II concentrò la sua attenzione sui Balcani. Pare la Bosnia accettò la sovranità di Béla senza opporre resistenza entro il 1137; in seguito a tale sviluppo, Béla II e i suoi discendenti adottarono il titolo di re di Rama. In precedenza, la Bosnia era stata affiliata alla sfera di influenza bizantina. Contemporaneamente, gli ungheresi si impossessarono di Spalato in Dalmazia, aggravando in maniera ulteriore la condizione di Bisanzio. Giovanni II Comneno intendeva frattanto riprendere possesso del territorio perduto decenni prima dai bizantini in concomitanza della conquista normanna dell'Italia meridionale, motivo per cui strinse un'alleanza con il Sacro Romano Impero con l'intento di contenere le ambizioni di Ruggero II di Sicilia. Nonostante queste manovre diplomatiche, il rapporto tra l'Ungheria e Bisanzio non subì delle modifiche. Le spoglie del padre di Béla, ossia di Álmos, vecchio pretendente ungherese al trono, furono restituite dall'impero bizantino all'Ungheria nel 1137, circostanza la quale lascia intendere che le relazioni bilaterali non si interruppero mai del tutto.

### Quadro geopolitico europeo

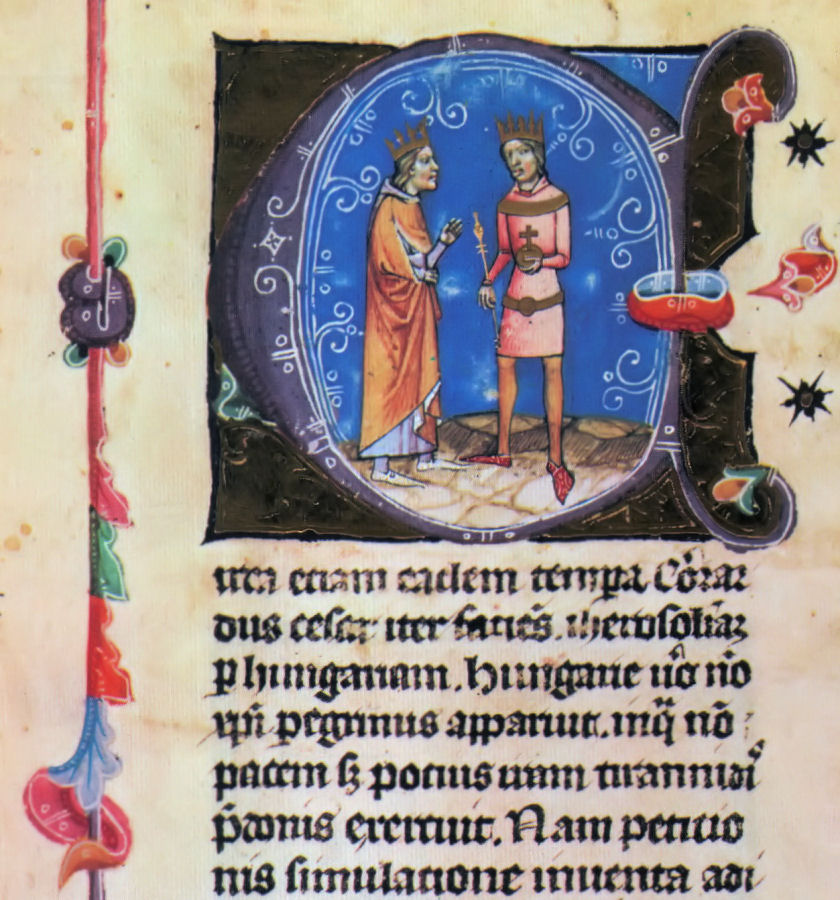
Il re Géza II d'Ungheria incontra il re Luigi VII di Francia durante la seconda crociata. Miniatura tratta dalla Chronica Picta, 1358

Dopo la morte di Béla II, salì al potere il figlio undicenne Géza II nel febbraio 1141. Durante i suoi primi anni dopo l'incoronazione, furono la madre di Géza, Elena, e suo fratello Beloš ad amministrare il regno. Nell'aprile 1143, Manuele I Comneno successe a suo padre Giovanni II come monarca; Manuele aspirava a riportare l'impero bizantino agli antichi fasti e a quando rappresentava una superpotenza indiscussa del mar Mediterraneo, ragion per cui perseguì una politica estera energica e ambiziosa. Il pretendente Boris strinse saldi rapporti con Corrado III di Germania allo scopo chiedere il suo aiuto contro Géza alla fine del 1145, circostanza la quale peggiorò i rapporti dell'Ungheria con il Sacro Romano Impero. L'anno seguente, ebbe luogo la battaglia del Fischa che vide come protagonisti gli ungheresi da una parte e una coalizione nemica composta da tedeschi, austriaci e boemi dall'altra e Boris ne uscì battuto. Le controversie tra le potenze europee portarono alla formazione di due coalizioni a ridosso del 1150. Nacque dunque un'alleanza tra l'imperatore Manuele e Corrado III contro i normanni e il loro re Ruggero II di Sicilia. A causa della loro cooperazione, l'Ungheria si trovò in una situazione difficile e sperimentò un isolamento in politica estera. Géza II si schierò con Ruggero II e i suoi alleati, tra cui il principe tedesco ribelle Guelfo I e Uroš II di Rascia. Il pretendente Boris tentò di sfruttare la decisione di Corrado III di guidare la seconda crociata in Terra Santa attraverso l'Ungheria. Nel 1147, i soldati tedeschi marciarono attraverso l'Ungheria senza alcun disguido, mentre il re Luigi VII di Francia e i suoi crociati transitarono in Ungheria nell'agosto di quell'anno. Luigi VII respinse la richiesta di Géza di estradare Boris, che tenne in custodia e lo condusse fuori dall'Ungheria, con il risultato che il pretendente si stabilì nell'impero bizantino.
Approfittando della crociata di Corrado, che assorbì l'attenzione di Manuele, i normanni effettuarono una campagna militare e, nel 1147, espugnarono Corfù e saccheggiarono Tebe e Corinto. L'anno seguente, Manuele fu impegnato nel reprimere un attacco cumano nei Balcani, il quale lo spinse ad invocare l'ausilio di Corrado III di Germania e della Repubblica di Venezia, che sconfissero presto Ruggero II di Sicilia con la loro potente flotta. Nel 1148, la situazione politica nei Balcani vide frapporsi da un lato i bizantini e i veneziani e dall'altro i normanni e i magiari. Presto gli scambi di informazioni tra le spie serbe, ungheresi e normanne divennero assai frequenti, in quanto era nell'interesse normanno fermare i piani di Manuele di riconquistare l'Italia. Manuele pianificò assieme a Corrado una campagna su vasta scala finalizzata a spartirsi l'Italia meridionale e la Sicilia. Mentre Manuele si trovava a Valona per pianificare un'offensiva attraverso il mar Adriatico, i serbi guidati da Uroš II, peraltro zio materno di Géza II, insorsero e giunsero a minacciare la sicurezza degli avamposti bizantini nell'Adriatico. Ciò costrinse Manuele a interrompere i suoi preparativi per un'invasione dell'Italia meridionale e di pianificare invece delle rappresaglie in Rascia nel 1149. Nello stesso periodo, la rivolta di Guelfo I, che fu finanziata anche da Ruggero II e Géza II, e l'ascesa di Enrico il Leone, costrinsero Corrado III a rimanere nel Sacro Romano Impero tra il 1149 e il 1150. 1151.
L'alleanza tra Manuele e Corrado III non era indirizzata contro l'Ungheria, ma Géza II partecipò alla coalizione guidata da Ruggero contro i due imperatori perché le relazioni tedesco-ungheresi erano ostili dal 1146 e i bizantini si opponevano fortemente alla politica estera di Géza, incluso il suo sostegno alla Rascia, il suo coinvolgimento nei conflitti interni della Rus' di Kiev e i suoi legami con Luigi VII di Francia. Il gran principe Izjaslav II di Kiev, dal canto suo, perseguì una politica anti-bizantina ed espulse il metropolita da Kiev per porre fine alla sovranità ecclesiastica del patriarca di Costantinopoli nella regione. Il sostegno di Géza contribuì all'indebolimento dell'influenza bizantina nei principati della Rus'. Anche il rapporto tra l'Ungheria e Bisanzio fu influenzato negativamente dall'impero bizantino, poiché concesse asilo a Boris.

## La guerra

### Rivolta serba
(Giovanni Cinnamo, Atti di Giovanni e Manuele Comneno)
(Niceta Coniata, O Città di Bisanzio)
Quando i serbi della Rascia si armarono contro l'impero bizantino nel 1149, Manuele inviò delle truppe per sedare i tumulti. Alla fine di settembre di quell'anno, Manuele comandò l'esercito imperiale, che raggiunse la Rascia dalla costa adriatica attraverso Pelagonia. Uroš II ordinò al suo popolo di ritirarsi sulle montagne per evitare uno scontro diretto. Le truppe dell'imperatore saccheggiarono la regione, devastando le città serbe e rapendo gli abitanti, ma Manuele non fu in grado di catturare Uroš e i suoi sostenitori. Nonostante ciò, fece ritorno in patria venendo trionfalmente accolto a Costantinopoli alla fine del 1149.
Alcuni autori hanno ipotizzato che gli ungheresi non presero parte direttamente al conflitto bizantino-serbo del 1149; né Giovanni Cinnamo né Niceta Coniata menzionano però nei loro resoconti dell'invasione di Manuele. Gli annali di Volinia fanno riferimento alla dichiarazione di Géza nell'agosto 1149 («sono impegnato in una guerra contro l'imperatore [Manuele]»). Il Codice ipaziano afferma che Géza fece riferimento alla sua lotta contro Manuele quando si scusò per aver rifiutato di inviare rinforzi a Izjaslav II, scacciato da Kiev da Jurij Dolgorukij, principe di Suzdal', nell'agosto del 1149. Gli storici i quali hanno affermato che l'Ungheria non partecipò alla rivolta serba sostengono che il monarca si riferisse alla sua appartenenza alla coalizione guidata dai normanni contro i bizantini, considerati suoi nemici. Secondo il poema trionfale del panegirista dell'imperatore Teodoro Prodromo, le forze ungheresi sostennero i serbi durante la campagna dell'imperatore.
Al netto delle marce di gloria, Manuele si preparò nuovamente a invadere il regno di Sicilia all'inizio del 1150. Nonostante la battaglia di Flochberg, in occasione del quale Corrado III sconfisse il ribelle Guelfo I, Corrado non si unì alla causa di Manuele perché si sentiva minacciato da una proposta di crociata franco-normanna in Terra Santa. I serbi continuarono a manifestare ostilità contro i bizantini nei Balcani. Manuele guidò un'altra campagna contro i serbi alla fine del 1150, motivo per cui Géza II spedì a sostegno di Uroš II un vasto contingente di ungheresi, peceneghi e calizi (musulmani della Galizia) per supportare Uroš II. Da Niš, Manuele, insieme a Giovanni Cantacuzeno e Giovanni Ducas Comneno, marciò verso il fiume Sava, dove il suo esercito tentò invano di impedire all'esercito serbo di unirsi agli ausiliari ungheresi guidati dal comes Bágyon (o Bacchino). Dopo brevi schermaglie, l'esercito bizantino prevalse nella battaglia di Tara contro le forze serbo-ungheresi vicino al fiume Tara. Secondo Cinnamo, Manuele duellò con Bágyon dopo che Cantacuzeno perse le dita durante la battaglia. All'indomani della lotta, Uroš II giurò fedeltà a Manuele e il suo principato divenne di nuovo vassallo di Costantinopoli.

### La campagna di rappresaglia di Manuele
(Giovanni Cinnamo, Atti di Giovanni e Manuele Comneno)
(Niceta Coniata, Annali)
Secondo Giovanni Cinnamo, l'esercito bizantino tornò a Costantinopoli dopo aver sedato i serbi e poi lanciò una spedizione di rappresaglia contro l'Ungheria. Secondo Niceta Coniata, Manuele proseguì la sua campagna militare subito dopo la sua vittoria nella battaglia di Tara. Niceta afferma che, al tempo dell'invasione di Manuele, Géza II stava combattendo nella Rus' di Kiev. Il suo resoconto è confermato dalla narrazione del cronista tedesco Enrico di Mügeln. L'esatta ricostruzione cronologica rimane incerta; la maggioranza degli storici ritiene che Manuele avanzò in Sirmia nell'ultimo quarto del 1151, mentre altri collocano la data dell'attacco nel 1152. Ferenc Makk, basandosi su un discorso di Michele di Anchialo del 1155, ha affermato che il conflitto si trasformò in una guerra tra l'impero e l'Ungheria alla fine del 1150 o all'inizio del 1151, un'informazione questa avvalorata da tutte le cronache romee, rus' e tedesche. Stando a János B. Szabó, la campagna di Manuele ebbe luogo a metà del 1152.
L'esercito bizantino marciò contro l'Ungheria alla fine del 1150. Le cronache bizantine riferiscono le seguenti tre cause che giustificarono la guerra. Gli ungheresi, innanzitutto, avevano prestato sostegno bellico ai serbi contro l'impero. In secondo luogo, Géza aveva combattuto anche contro Volodimirko di Galizia, un alleato dell'impero bizantino, nella Rus'. Infine, Cinnamo rimarca anche l'alleanza tra Géza e Ruggero II («il tiranno del mare»).
I bizantini attraversarono il fiume Sava su imbarcazioni di legno intagliate alla meglio e in tempi brevi, fecero il loro ingresso in Ungheria e assediarono Zimony (oggi Zemun, in Serbia), che si trovava di fronte alla roccaforte di Belgrado sulla riva destra del Danubio. Una parte dell'esercito, sotto la guida di Teodoro Vataze, continuò ad assediare il forte e il grosso delle truppe imperiali guidata da Manuele saccheggiò e devastò la ricca provincia circostante di Sirmia. Le unità magiare del posto si arresero mentre i bizantini imperversarono nella zona, imprigionando più di 10 000 persone a sud. Le sentinelle di Zimony non potevano contare su alcun supporto e finirono per arrendersi, consegnando la fortezza a Manuele. Le truppe imperiali in avanzata saccheggiarono il castello e la città circostante. All'indomani della sua vittoria, Manuele cominciò a ritirare le sue truppe, dimostrando la natura ritorsiva della sua campagna contro l'Ungheria; ciò dimostra che Manuele non aveva alcuna intenzione di occupare nuovi territori, soggiogare la Rascia o renderla uno Stato vassallo bizantino.
Si diffuse presto la voce secondo cui Géza II, coinvolto in guerra nel principato di Galizia, stesse marciando con un nutrito esercito per contrastare i bizantini. L'esercito di Manuele tornò sulla riva meridionale del fiume Sava, dove mise in sicurezza il bottino e si preparò alla battaglia. Solo lo zio di Géza e palatino Beloš arrivò alla testa di un'avanguardia relativamente poco numerosa. Beloš si astenne dall'impegnare Manuele, le cui truppe si ritirarono poi a Braničevo (Barancs) per difendere le sue linee di rifornimento. Per reagire all'approssimarsi delle forze ungheresi, Manuele ordinò al pretendente Boris di saccheggiare la regione del fiume Timiș (Temesköz) alla testa di un esercito bizantino e costrinse tre piccoli contingenti del comitato locale ungherese a fuggire. Boris si ritirò dopo che Géza II apparve alla testa dell'esercito reale. Manuele rafforzò le fortificazioni bizantini site lungo il fiume Danubio nei Balcani e decise di concludere una tregua con i magiari. Secondo gli storici Ferenc Makk e Paul Stephenson, la tregua fu siglata alla fine del 1150 o all'inizio del 1151. Manuele tornò quindi a Costantinopoli, dove ebbe luogo una seconda marcia trionfale in occasione della quale celebrò la sua vittoria.

### Mutamenti politici in Ungheria
(Giovanni Cinnamo, Atti di Giovanni e Manuele Comneno)
Secondo Ferenc Makk, Manuele affidò a Boris il compito di lanciare un'invasione contro l'Ungheria con un intento puramente dimostrativo, in quanto desiderava sottolineare il fatto che grazie alle sue capacità avrebbe potuto facilmente realizzare le pretese di Boris al trono ungherese, qualora lo avesse voluto. Sulla base del titolo adottato dalla presunta moglie di Boris (kralaina, "regina"), Anna Ducaina, gli storici Vitalien Laurent e Raimund Kerbl hanno affermato che Manuele e la sua corte imperiale riconobbero Boris quale re d'Ungheria. Stando a Makk, potrebbe altresì trattarsi di un titolo derivato da quello che si auto-assegnò Boris. La campagna di ritorsione e il coinvolgimento di Boris in essa ebbe un impatto sugli orientamenti politici interni ed esteri di Géza II. Poco dopo la conclusione della tregua bizantino-ungherese, il primogenito di Géza, Stefano, fu ufficialmente designato come suo erede fino al 1152 al più tardi, mentre a giudizio della Chronica Picta del XIV secolo ai suoi fratelli minori Ladislao e Stefano IV furono concesse delle terre in Ungheria. Makk ha teorizzato che Géza II intendesse assicurare l'unità politica dell'aristocrazia ungherese con queste manovre.
Le incursioni bizantine del 1150-1151 impedirono al monarca ungherese di intraprendere un'azione militare diretta contro l'impero per un po' di tempo. Inoltre, la sconfitta dell'Ungheria indebolì la loro coalizione contro i normanni. Intorno al 1152, Géza inviò un suo emissario, tale Adalberto, nel regno di Sicilia affinché fossero rinsaldate le relazioni bilaterali. Subito dopo, nell'estate del 1152, Géza invase la Galizia. Gli eserciti congiunti composti da Géza e Izjaslav surclassarono le truppe di Volodimirko presso il fiume San, costringendo Volodimirko a firmare un trattato di pace con Izjaslav. Tuttavia, il re ungherese si rifiutò di rimuovere Volodimirko dal suo incarico, perché avrebbe probabilmente innescato un'altra crisi con lo Stato bizantino. Credendo di aver messo in sicurezza la frontiera settentrionale dei suoi domini riappacificando i serbi e gli ungheresi, Manuele accarezzò una seconda volta la vecchia idea di invadere la Sicilia. Inviò pertanto una lettera a Corrado III al fine di chiedergli supporto per la sua causa, ma il monarca tedesco morì improvvisamente nel febbraio 1152 e la successione di Federico Barbarossa comportò una svolta improvvisa nelle relazioni bizantino-tedesche a lungo termine.
Dal canto suo, Géza ipotizzò di invadere il Paristrion, la provincia bizantina lungo il Basso Danubio, nella primavera del 1153. Secondo Giovanni Cinnamo, Géza cercò di vendicarsi dell'invasione di Manuele del 1150; dal canto suo, Michele di Tessalonica attesta che Géza impedì all'imperatore Manuele di navigare verso il Sud Italia. Tuttavia, l'imperatore, che era stato informato del piano di Géza, marciò verso il Danubio. Géza spedì dei suoi inviati all'imperatore e alla fine si sottoscrisse un nuovo trattato di pace a Sardica (oggi Sofia, in Bulgaria). In conformità con tale intesa, i bizantini liberarono i loro prigionieri di guerra magliari, stando a quanto riferito da Abū Hāmid al-Gharnātī, un viaggiatore musulmano di Granada che visse in Ungheria tra il 1150 e il 1153. Il re avrebbe dovuto pagare il riscatto per 10 000 prigionieri di guerra, mentre il resto dei catturati tornò in libertà senza riscatto grazie alla "generosità" dell'imperatore Manuele. Cinnamo afferma che il trattato fu siglato dopo la morte di Ruggero II di Sicilia (febbraio 1154), ma il summenzionato viaggiatore musulmano, rimasto come detto in Ungheria fino al 1153, era presente quando i prigionieri di guerra tornarono a casa e mosse delle domande a uno di loro sulla situazione in corso nell'impero bizantino. Da ciò se ne deduce che lo scontro aveva quasi generato un'altra guerra, sventata dalla successiva conclusione della pace molto probabilmente avvenuta nel 1153.

### Ripresa delle ostilità
(Giovanni Cinnamo, Atti di Giovanni e Manuele Comneno)
(Niceta Coniata, Annali)
Malgrado il trattato, il rapporto tra Ungheria e Bisanzio rimase teso e ostile. Manuele non fu in grado di trarre vantaggio dall'instabile situazione politica interna del nuovo re Guglielmo I di Sicilia. Secondo Giovanni Cinnamo, Manuele fu informato che gli ungheresi avevano organizzato un altro attacco alla frontiera settentrionale dell'impero all'inizio del 1154. Di conseguenza, Géza si alleò di nuovo con Uroš II di Serbia su consiglio di Beloš. Per tutta risposta, Manuele iniziò a radunare il suo esercito a Sardica. Alla fine, gli emissari di Géza si affrettarono verso la città e a raggiungere un accordo con Manuele, evitando lo scoppio di un'altra guerra su larga scala con l'Ungheria. Manuele lanciò una campagna contro la Serbia e convinse Uroš a rompere l'alleanza con Géza II. Manuele nominò suo cugino Andronico Comneno governatore del thema di Naissa (Niš) e dux delle città di Belgrado, Braničevo e Niš. L'attenzione di Manuele volse ancora verso l'Italia, dove l'impero bizantino e il Sacro Romano Impero di Federico Barbarossa cominciarono a lottare per l'egemonia. Federico, al pari di Manuele, si considerava successore degli imperatori romani e il suo obiettivo finale era governare l'intero mondo conosciuto. Contemporaneamente all'invasione dell'Italia da parte di Federico, Manuele avviò i preparativi di una campagna bizantina contro i normanni. A quel tempo, Géza si schierò con la Sicilia, decidendo di inviare il suo inviato di origine italiana Gentile ("Gentilis") alla corte di Guglielmo.
Alla fine del 1154, gli ungheresi distolsero nuovamente Manuele dal piano normanno. Dopo aver dialogato con Beloš, Andronico Comneno inviò una lettera a Géza offrendosi di trasferire il governo delle sue città governate, ossia Belgrado, Braničevo e Niš, e dell'area circostante a Géza in cambio del sostegno del re contro Manuele per impossessarsi della corona imperiale. Il complotto di Andronico Comneno fu però scoperto e lui finì catturato, con il risultato che Géza invase l'impero bizantino ed eseguì l'assedio di Braničevo alla fine del 1154. L'esercito di Géza poté beneficiare dell'arrivo di elementi boemi, sassoni e mercenari di altra provenienza, oltre alle truppe ausiliarie di Borić il Bano, il signore filo-ungherese della Bosnia, la cui persona e il cui stato sono menzionati per la prima volta in quell'occasione nei documenti storici coevi. Le armate magiare poterono contare sull'ausilio di combattenti peceneghi e/o cumani, i quali imperversarono lungo il basso Danubio. Il pretendente Boris «ricevette una ferita mortale e abbandonò questa vita» in una battaglia contro questa cavalleria leggera.
L'imperatore Manuele rimase in Pelagonia durante l'assedio e non fu in grado di mobilitare rapidamente il suo esercito. Géza II, dopo aver sentito dell'imprigionamento di Andronico, abbandonò l'assedio e iniziò a tornare in Ungheria. Manuele reagì inviando delle truppe verso il campo di battaglia. Attraverso Serdica e Niš, Manuele giunse a Svilajnac, nei pressi di Paraćin, dove si accampò. Gli ungheresi si ritirarono verso Belgrado per attraversare il Danubio, mentre le truppe di Borić si distaccarono dall'esercito principale. Le truppe romee all'inseguimento sotto il generale Basilio Zinziluche si scontrarono con loro, ma Géza annientò le forze bizantine prima di tornare in patria. Secondo Giovanni Cinnamo, un gruppo di magiari guidati da Stefano, «figlio di Géza», si schierò con l'esercito bizantino durante la lotta e finì per essere il primo contingente a essere sbaragliato. L'identificazione di questo Stefano è incerta, poiché il cronista non ha specificato il grado di parentela. Alcuni storici lo hanno associato a Stefano IV d'Ungheria, il fratello ribelle di Géza II, che potrebbe aver già disertato per l'Impero bizantino. A giudizio di Ferenc Makk, Stefano era il cugino omonimo del futuro Stefano IV, il quale lo sostenne nella sua insurrezione contro Stefano III nel 1164. Makk ipotizzò che Stefano fosse il figlio del pretendente Boris Colomanno. Contemporaneamente al compito di Basilio, a Giovanni Cantacuzeno fu affidato il compito di reprimere i filo-ungheresi attivi a Belgrado.
Nel secondo quarto del 1155, Géza II e Manuele, assistito da una flotta fluviale, marciarono con i loro eserciti e si fronteggiarono sul Danubio. Anziché ingaggiare battaglia, Géza decise di dialogare i termini di pace con la controparte e accettò di restituire il bottino e i prigionieri di guerra ostili che aveva catturato l'anno precedente. Alla fine, si siglò un'ennesima intesa di pace dalla durata di un lustro, grazie alla quale si pose fine alle guerre bizantino-ungheresi per il resto del regno di Géza. L'equilibrio politico del potere era frattanto cambiato; Guglielmo di Sicilia stava combattendo con i suoi sudditi ribelli, motivo per cui non poteva contare sul suo sostegno contro Bisanzio. Erano poi sopraggiunte delle difficoltà economiche a causa delle campagne militari galiziane e bizantine, circostanza la quale aveva spinto Géza II ad abbandonare una politica estera attiva e a ridurre il sostegno mostrato ai serbi. Quanto agli avversari, l'Italia meridionale appariva una preda maggiormente ambita da Manuele rispetto ai Balcani. Il trattato di pace tra Géza e Manuele ripristinò lo status quo ante bellum.

## Conseguenze
Nel medesimo anno in cui si raggiunse la pace, un contngente bizantino scacciò dalla Serbia l'alleato di Géza Desa, e ripristinò Uroš II, che aveva promesso di non stringere un'alleanza con l'Ungheria. Durante gli ultimi anni del suo regno, Géza II dovette affrontare delle sfide politiche interne. Il suo fratello minore Stefano cospirò infatti assieme allo zio Beloš e ad altri aristocratici contro di lui nel 1157. Stando a Coniata, Stefano fu «costretto a fuggire dalle grinfie omicide» di Géza.
Stefano abbandonò il Sacro Romano Impero, dove si era fermato, alla volta di Bisanzio, stabilendosi infine a Costantinopoli, dove sposò la nipote dell'imperatore Manuele, Maria Comnena. Nel giro di due anni, fu raggiunto dal fratello Ladislao, che lasciò l'Ungheria intorno al 1160. Géza II firmò una tregua di cinque anni con l'impero bizantino nel 1161 e spirò l'anno seguente. Gli succedette il figlio di Géza II, Stefano III, ma i suoi zii esiliati Ladislao II e Stefano IV contestarono il diritto di Stefano III alla corona. La guerra civile fu seguita da un'invasione bizantina su larga scala dell'Ungheria fino al 1167, quando Manuele conquistò territori significativi in Croazia, Dalmazia, Sirmio e Bosnia.